# Rafael Hernández Colón
Rafael Hernández Colón (Ponce, 24 ottobre 1936 – San Juan, 2 maggio 2019) è stato un politico portoricano.
È stato il quarto (dal 1973 al 1977) e il sesto (per due mandati consecutivi, dal 1985 al 1993) governatore di Porto Rico. Il suo partito politico d'appartenenza è il PPD.
Nel 1991 Hernández Colón firmò una legge secondo la quale si stabiliva che l'unica lingua ufficiale di Porto Rico dovesse essere lo spagnolo. L'effetto immediato fu che l'inglese non era più la seconda lingua ufficiale. Se da un lato furono in molti ad applaudire la decisione del governatore, dall'altro i sostenitori del Commonwealth e dei partiti a favore dello Stato federale statunitense interpretarono questa legge come una minaccia per le loro ideologie. Nel 1993 il suo successore Pedro Rosselló annullò la legge e ristabilì la lingua inglese come lingua ufficiale, assieme allo spagnolo.